# San Lucido
San Lucido (Sàntu Lùcitu in calabrese) è un comune italiano di 7 784 abitanti della provincia di Cosenza in Calabria. Confina a nord con Paola, a sud con Torremezzo, frazione di Falconara Albanese, a est con Rende, San Fili, Marano Marchesato e Marano Principato, a ovest col Mar Tirreno.

## Geografia fisica

### Territorio
San Lucido è bagnato dal mar Tirreno ed il suo lungomare è lungo circa tre chilometri. È suddiviso in varie contrade: Pollella, Deuda, Varco, Santa Lucia, Rizzuti, San Giovanni, Cerasuolo, Puppa, Miccisi, Dragone, Vallena, Acquabianca, Santo Pietro.
Il territorio comunale presenta un andamento altimetrico compreso tra 0 e 1200 metri sul livello del mare.
San Lucido è nota anche per il tufo bianco che si estrae dai suoi monti, per il fico d'India (un ventennio fa molto diffuso in tutta la zona bassa del paese) e i capperi che crescono naturalmente sulla roccia.

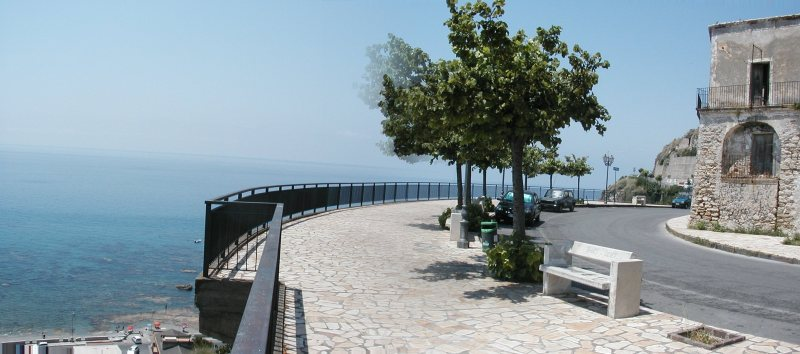
Il mare dalla panoramica
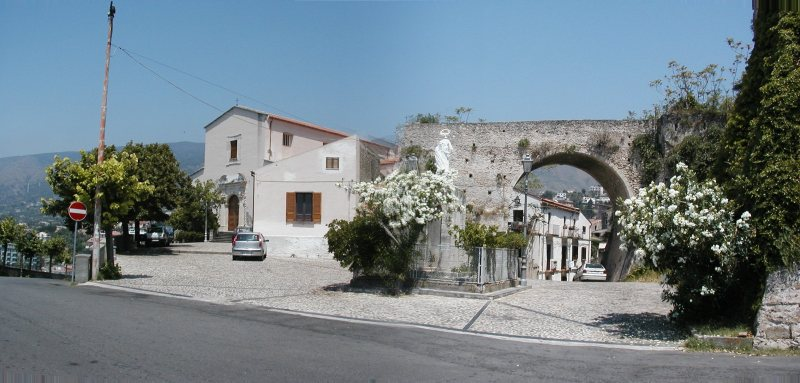
Veduta di San Lucido, chiesa e castello
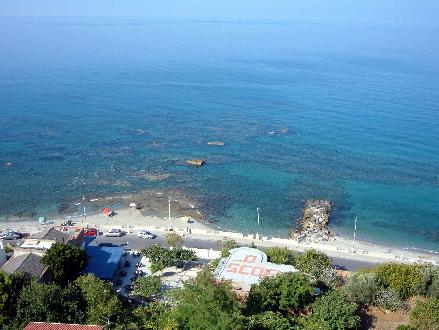
Scoglio

## Storia
Sulla base delle analisi dei reperti archeologici ritrovati in Contrada Palazzi (ora Petralonga) è possibile ipotizzare che San Lucido fosse stato un avamposto greco sul Tirreno (forse l'antica Temesa) fino all'arrivo dei romani, retrodatando di fatto l'origine dell'insediamento al V-IV secolo a.C.

L'origine dell'attuale nome è ancora in fase di studi. Alcuni studiosi volevano legare questo nome a quello di san Lucido di Aquara, altre fonti invece parlano di un avamposto bizantino dedicato a sant'Aniceto.
Al nome di San Lucido sono legate le figure del cardinale Fabrizio Ruffo, di G.B. Moscato, clerico e letterato, Antonio Manes, insigne giurista, e del barone Lorenzo Franchino Staffa, cavaliere della legione d'onore di Napoleone.
Nel 1092 Ruggero, duca di Calabria, donò il paese all'arcivescovo di Cosenza Arnolfo II, il quale abbellì l'abitato con una serie di monumenti.
Dal 1487 fu feudo successivamente delle famiglie de Sangro, Carafa, Della Tolfa e Ruffo, che lo tenne fino al 1806. Il castello di San Lucido è appartenuto ai principi Ruffo di Calabria, antenati di Paola Ruffo di Calabria, regina dei Belgi come consorte di Alberto II; nel 1744 vi nacque il cardinale Fabrizio Ruffo, capo dell'Esercito della Santa Fede (o Sanfedista). Fra le chiese degne di menzione figurano San Giovanni Battista, l'Annunziata ed il Rosario.
Dal 1811 è comune autonomo.

## Amministrazione comunale
| Periodo           | Periodo           | Primo cittadino   | Partito                          | Carica                  | Note |
| ----------------- | ----------------- | ----------------- | -------------------------------- | ----------------------- | ---- |
| 22 settembre 2020 | 10 settembre 2021 | Cosimo De Tommaso | Lista civica "Si_Amo San Lucido" | sindaco                 |      |
| 10 settembre 2021 | 12 giugno 2022    | Maria Talarico    |                                  | Commissario prefettizio |      |
| 12 giugno 2022    | in carica         | Cosimo De Tommaso | Lista civica "Si_Amo San Lucido" | sindaco                 |      |

## Monumenti e luoghi d'interesse

### Architetture religiose
- La chiesa della Pietà che è il più antico edificio.
- La chiesa della Santissima Annunziata, architettura del XV secolo; conserva alcuni pannelli scolpiti di un altare cinquecentesco.
- La chiesa di San Giovanni è situata accanto al castello. Nell'interno, a tre navate, si trova una tela settecentesca che raffigura il Battesimo di Gesù, firmata da Francesco Saverio Jorio nel 1789, e una Madonna del Pilerio attribuita al Pascaletti.
- La chiesa di San Leonardo[4] (XVII secolo) situata nel quartiere Marina Taverna. È proprietà privata della Famiglia Marcello Lattari. Visitabile su richiesta.

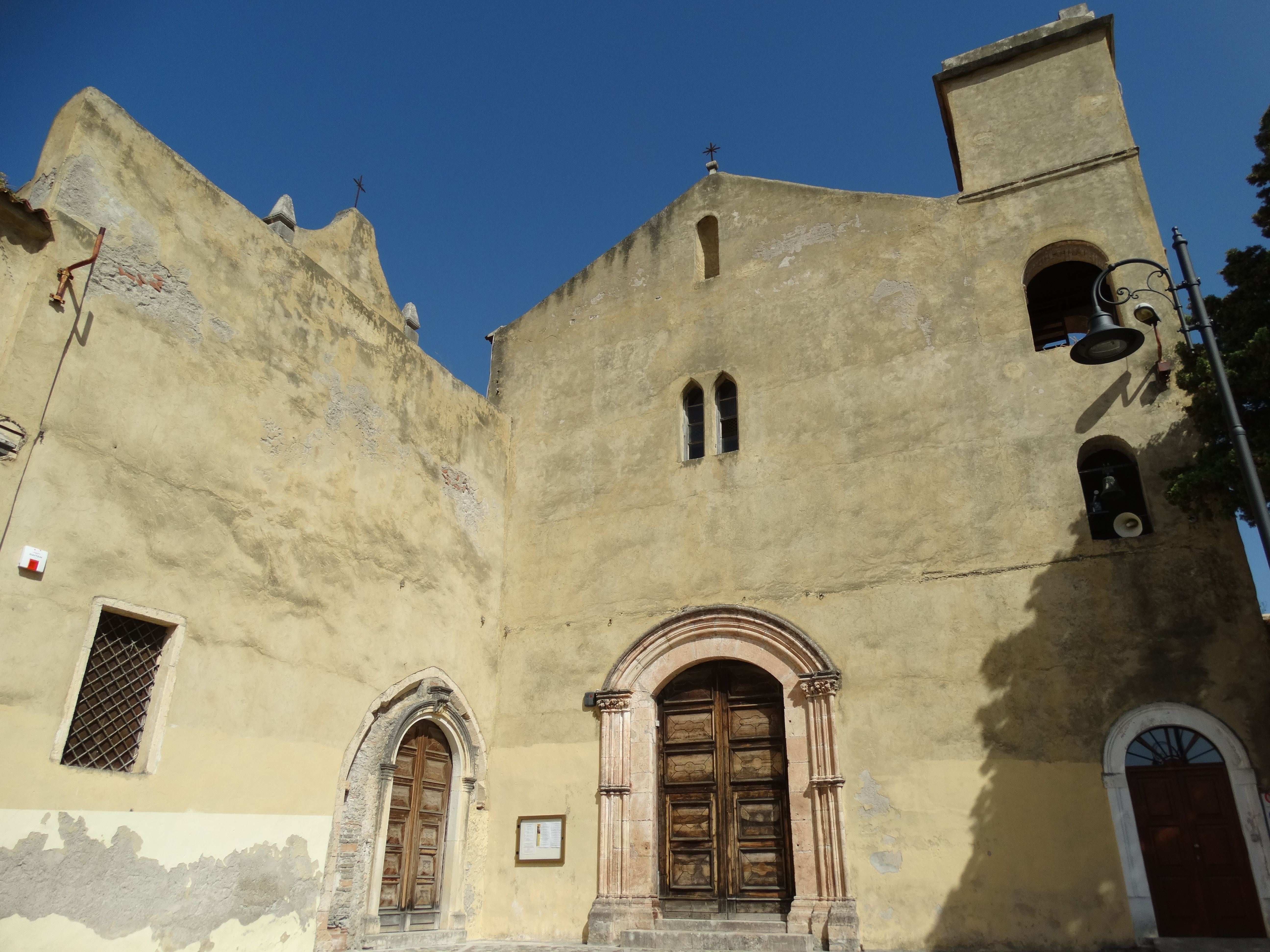
Chiesa della Santissima Annunziata
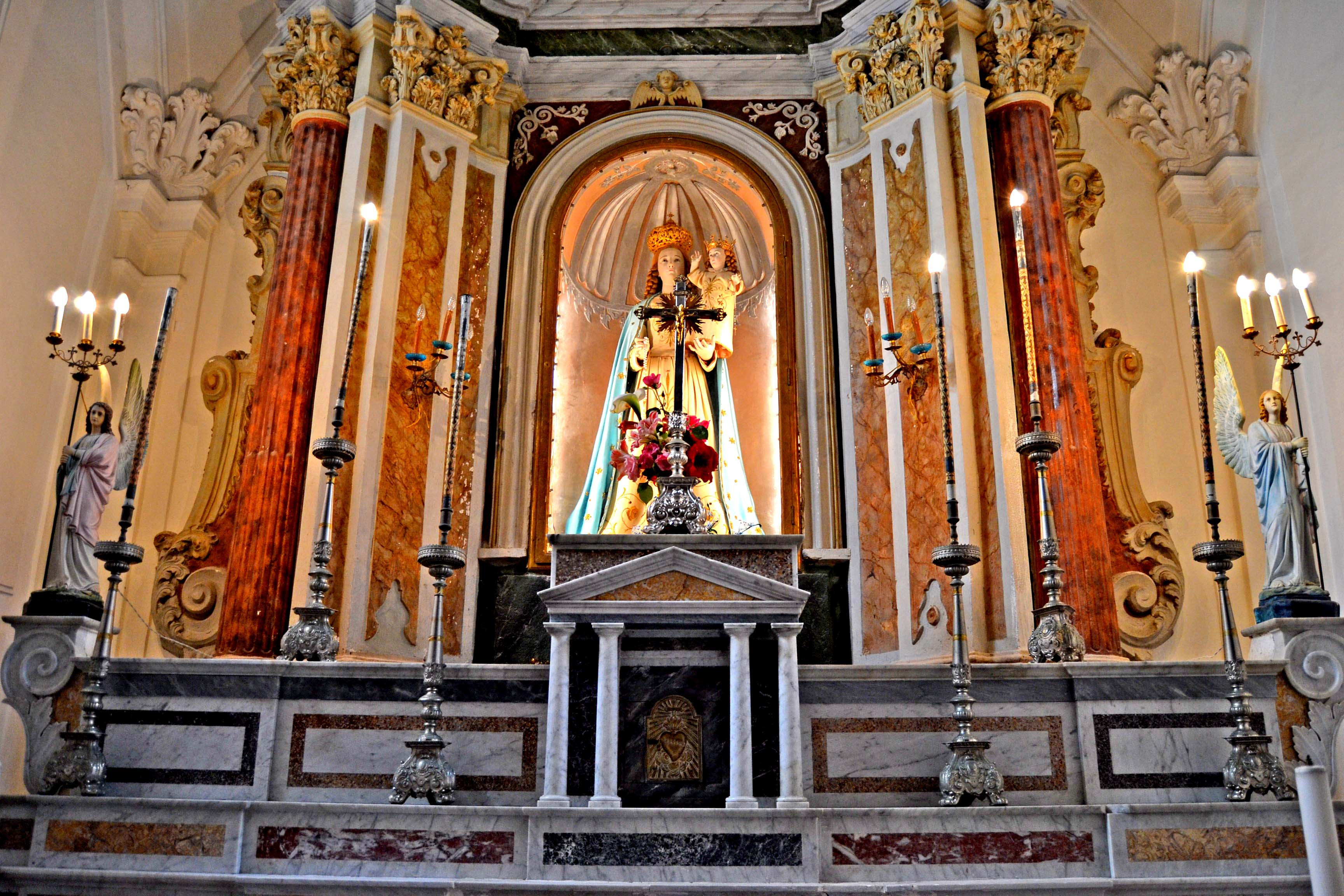
Chiesa del Rosario (interno)
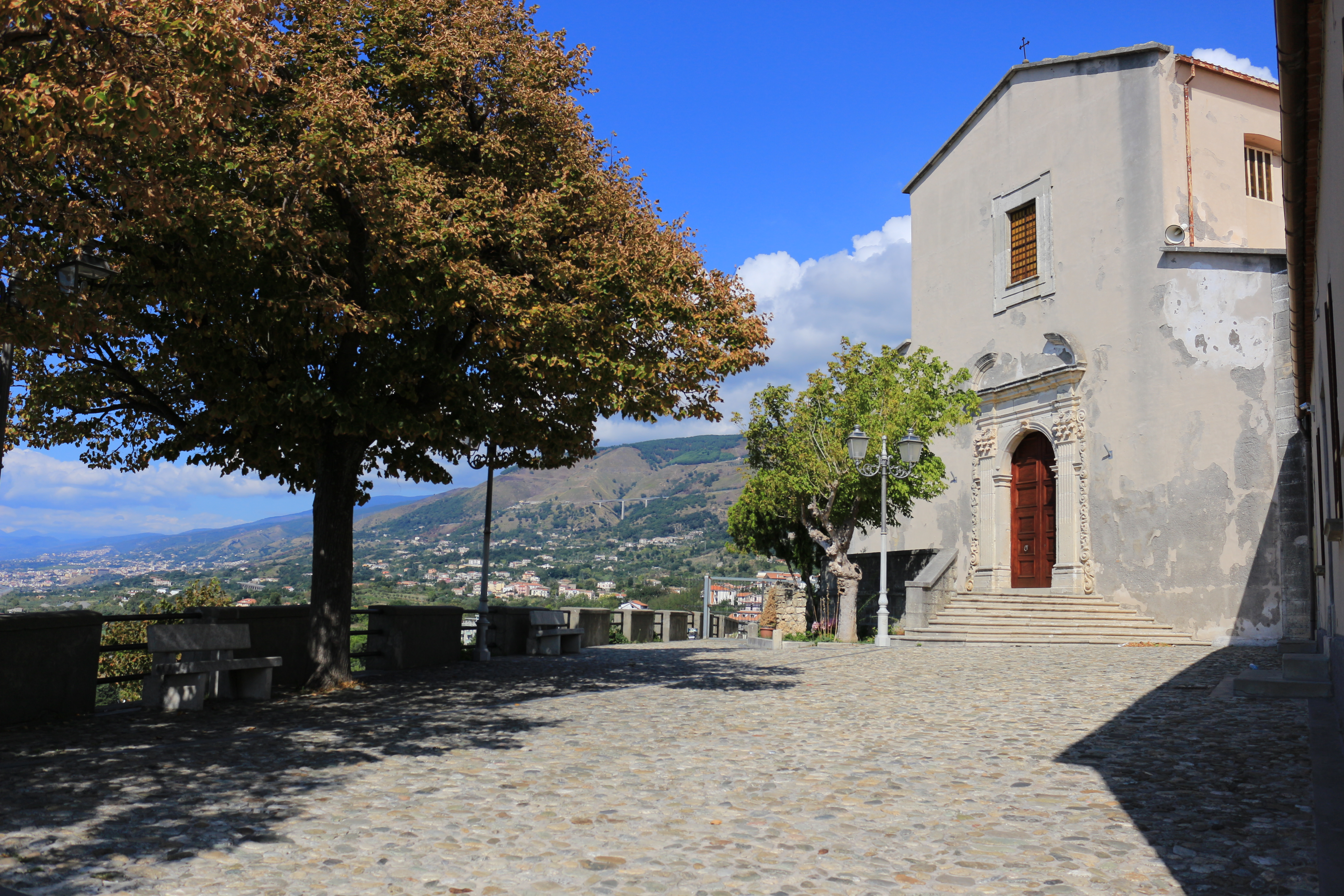
Chiesa di San Giovanni Battista
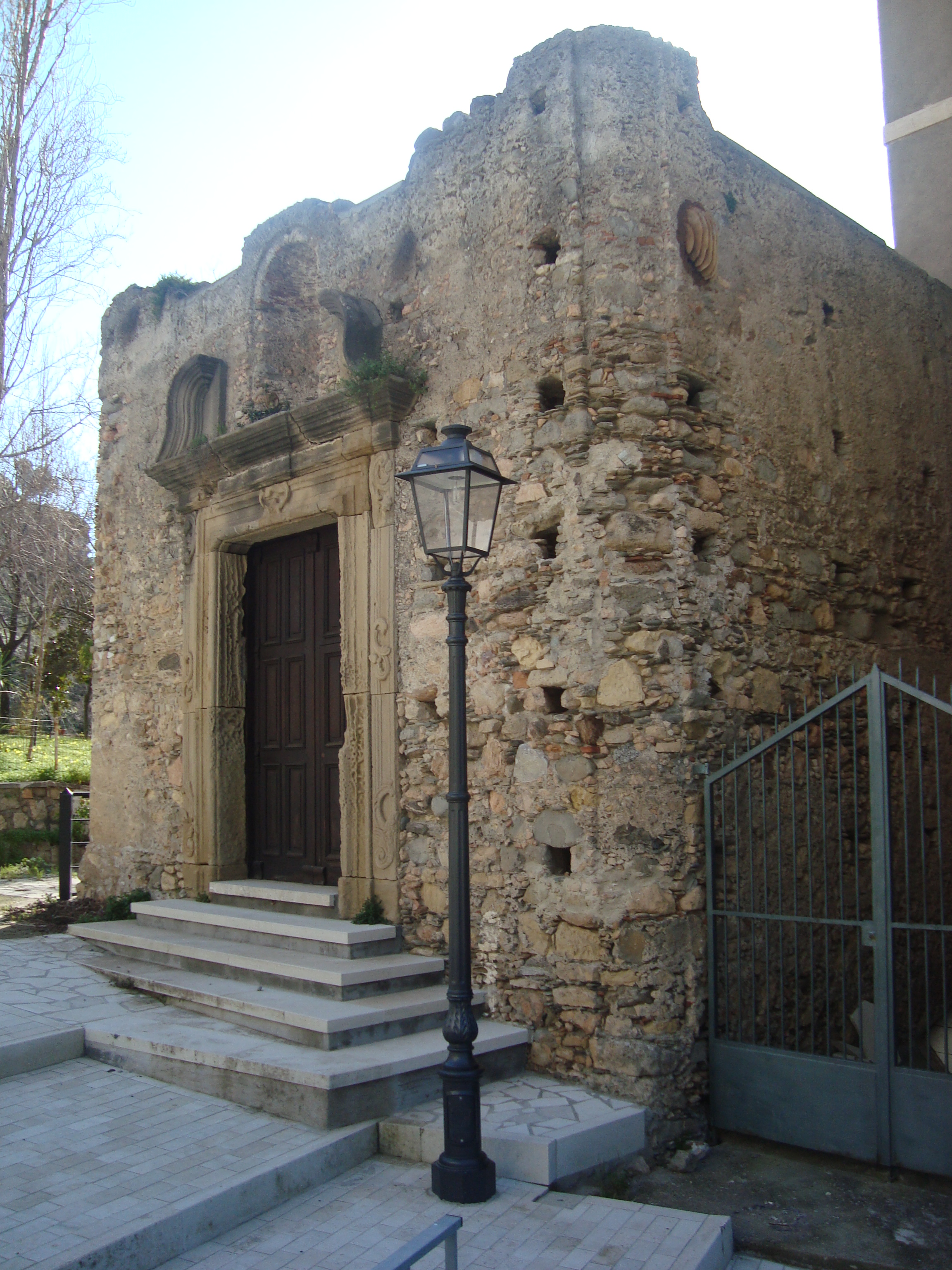
Chiesa di San Leonardo

### Architetture civili
Nel centro storico è possibile ammirare alcuni edifici come il settecentesco palazzo Manes e palazzo Zagarese, costruito verso la fine dell'Ottocento.

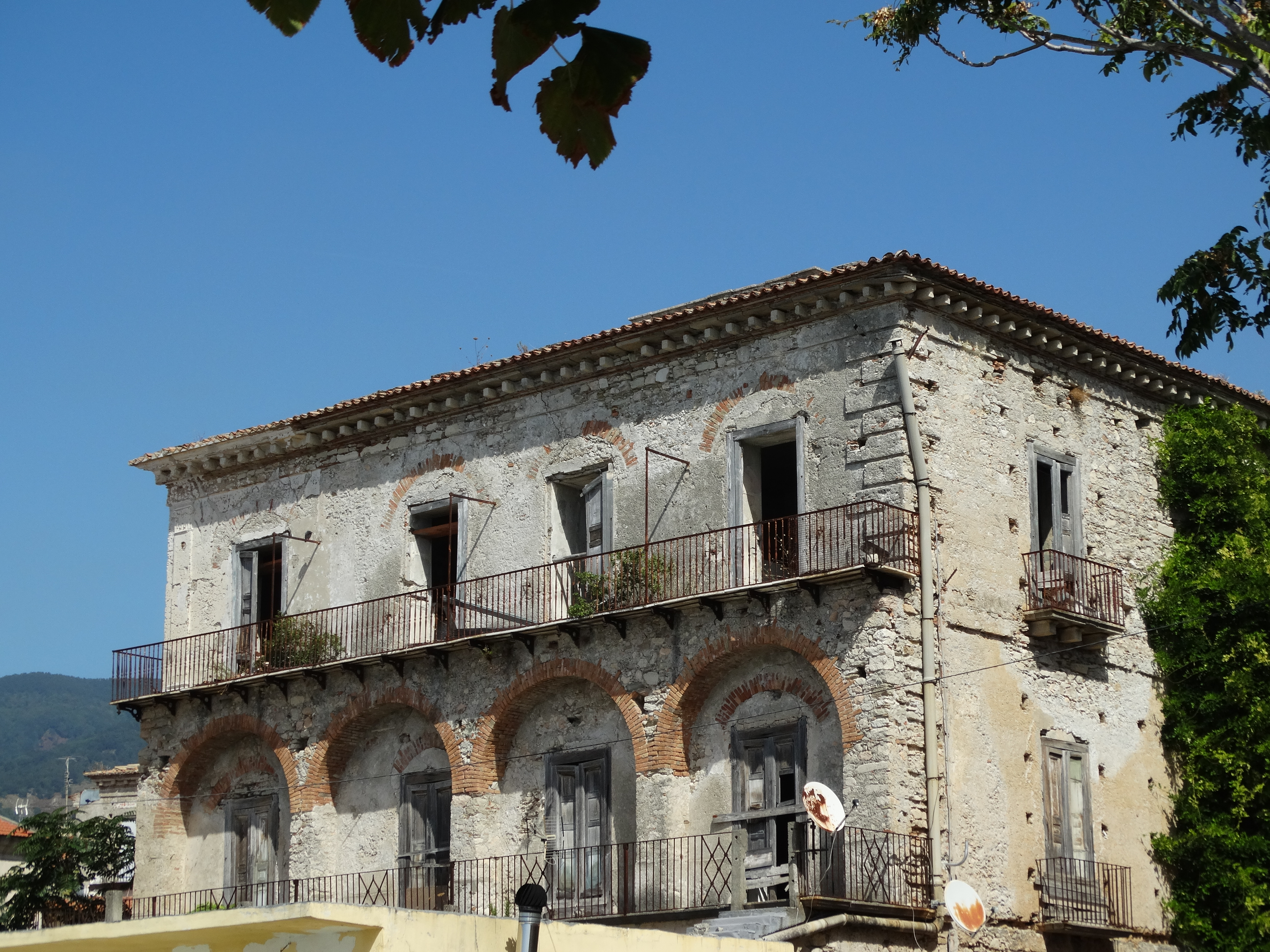
Palazzo Cavallo
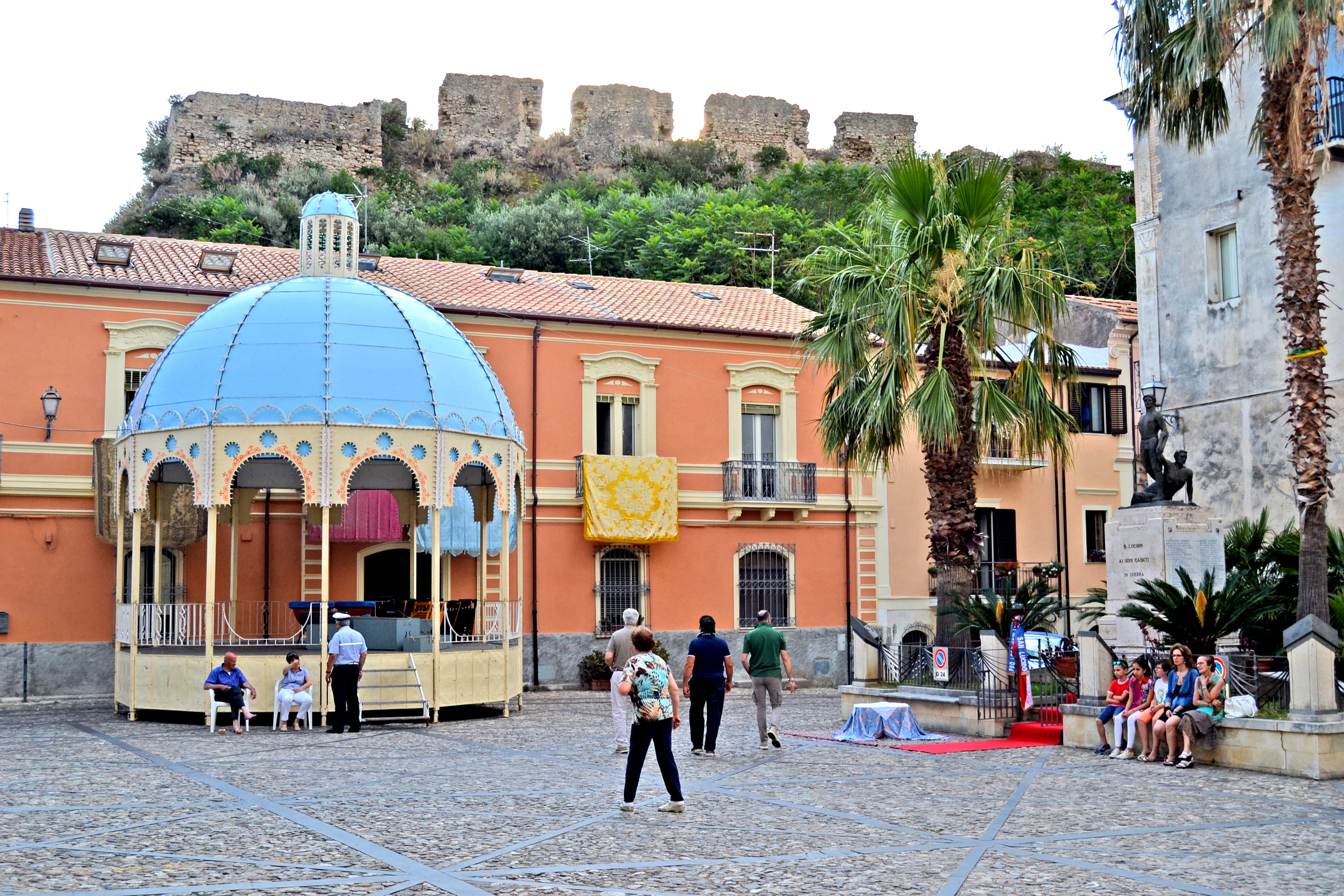
Palazzo Giuliani
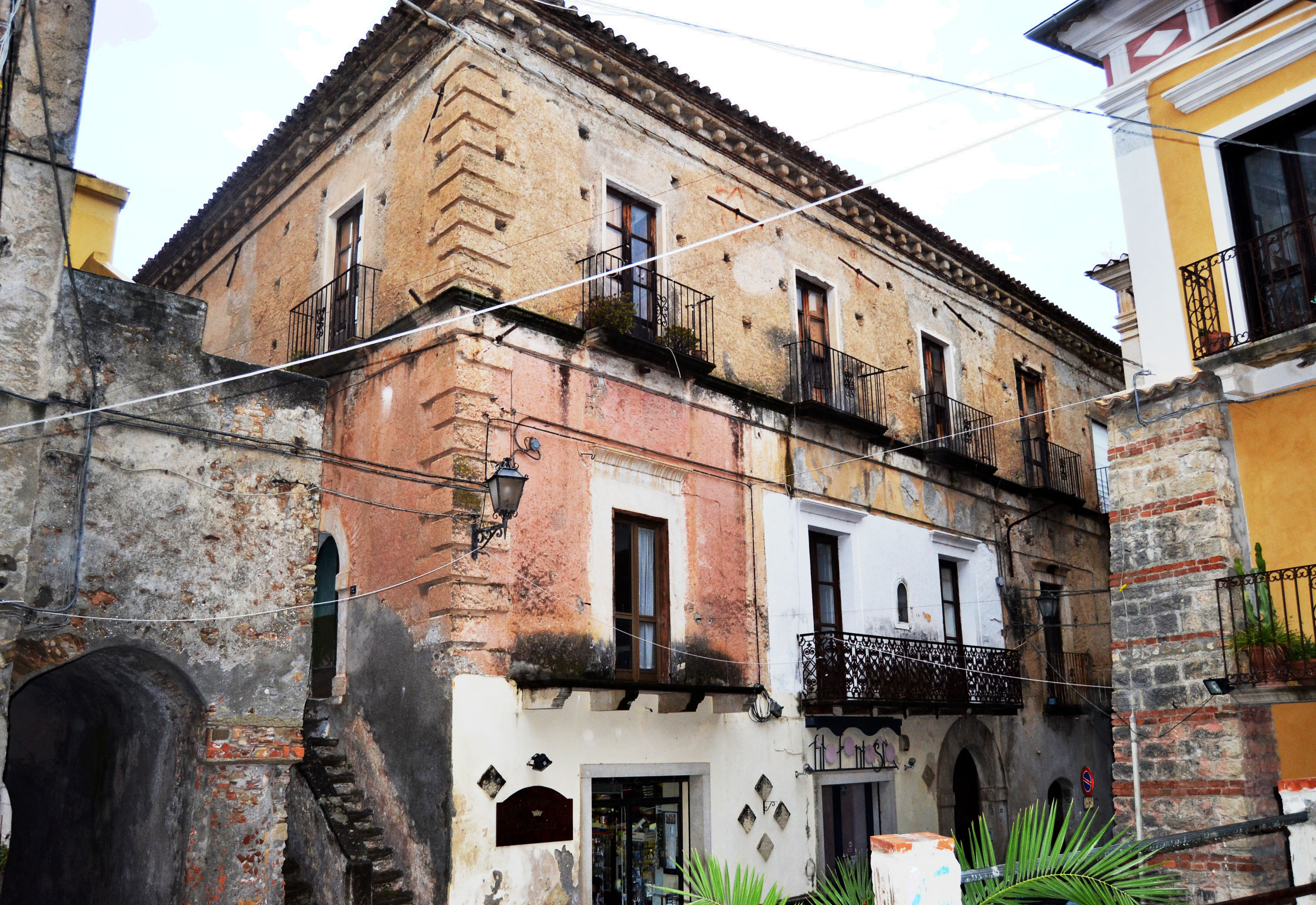
Palazzo Camera
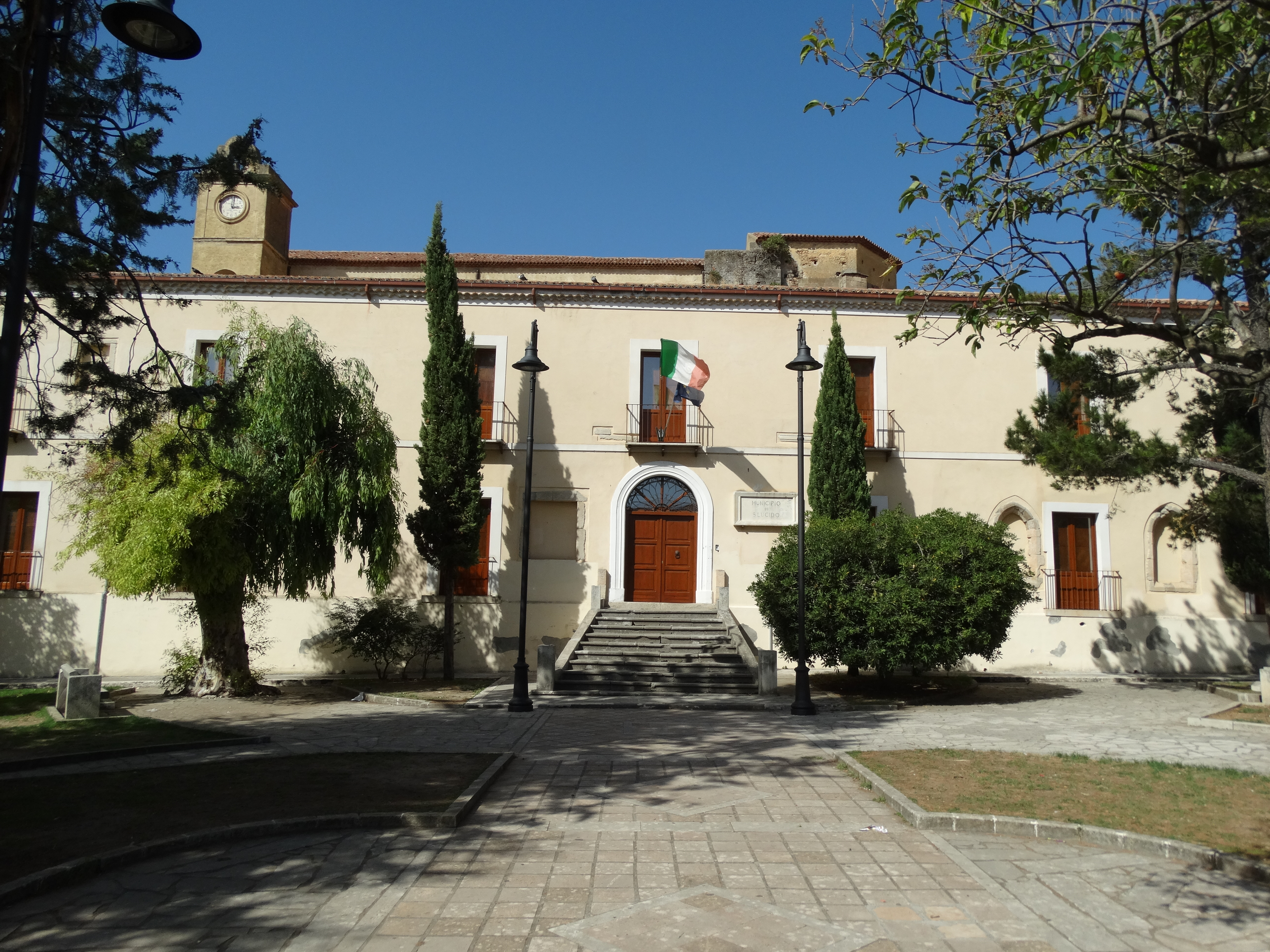
Palazzo Comunale

### Architetture militari
- Ruderi del Castello rocca, con torre e ponte in pietra cui faceva seguito il levatoio, ove nacque il celebre cardinale Fabrizio Ruffo (1744-1827).

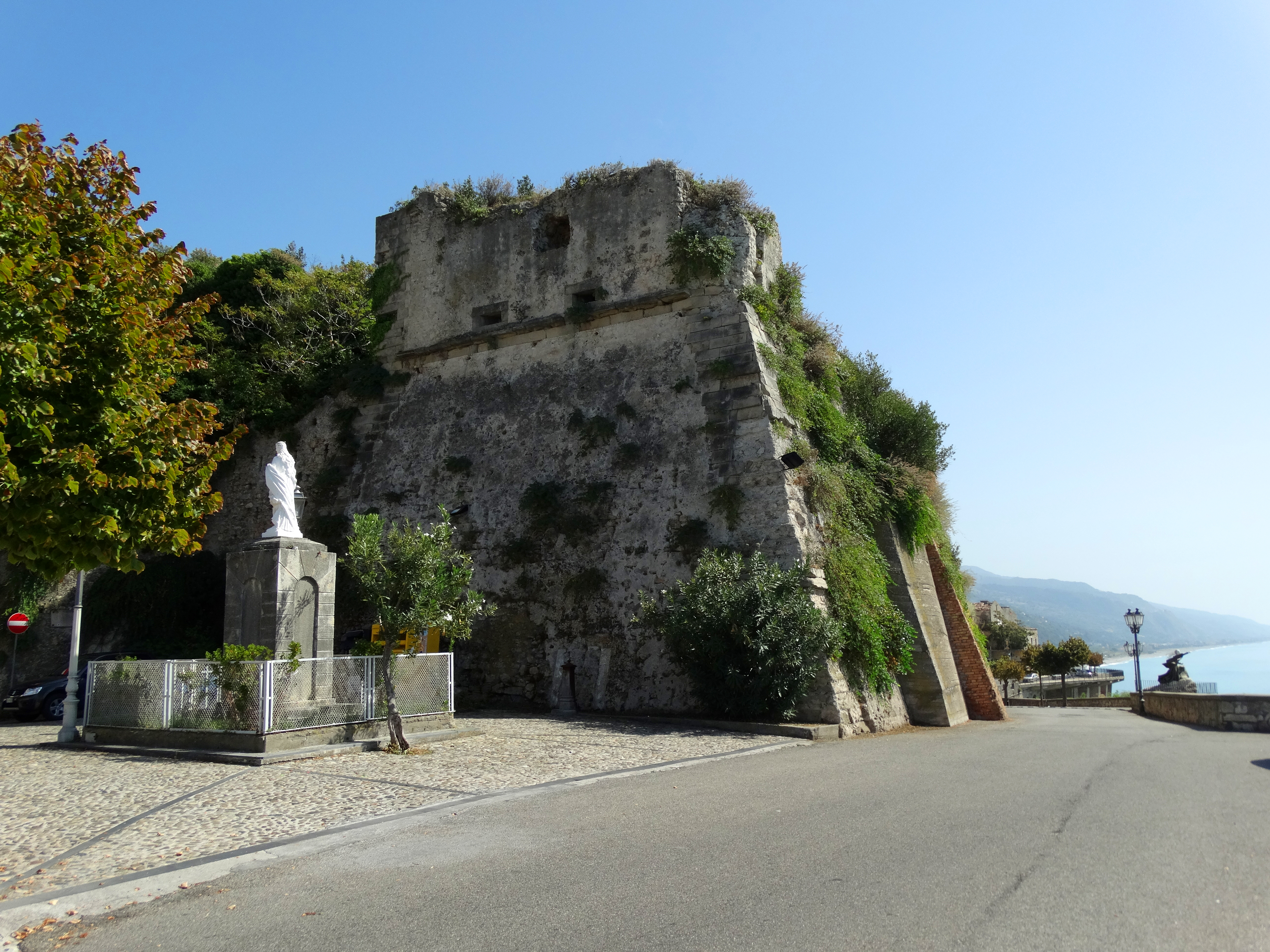
Castello Ruffo
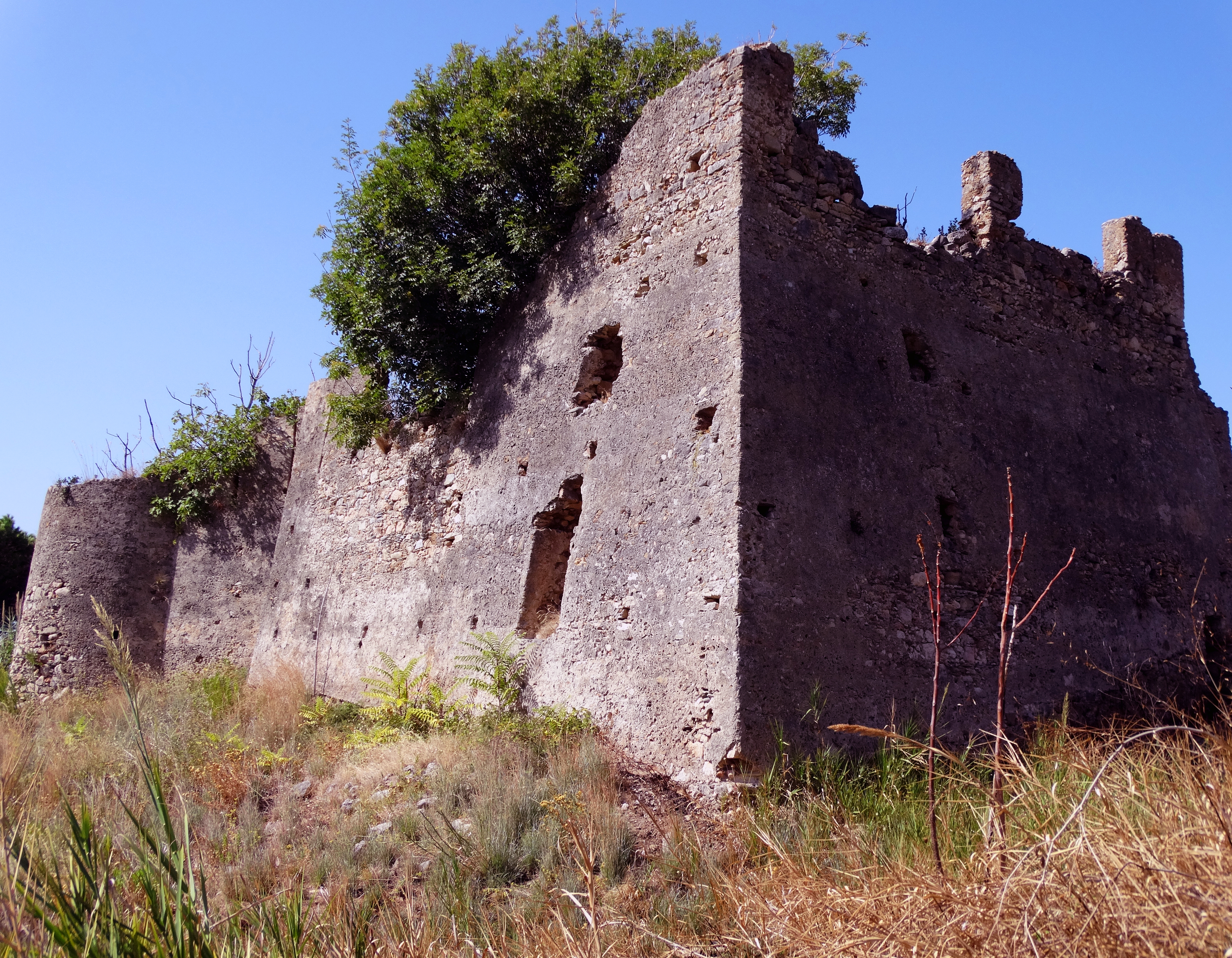
Il Fortino

### Altro

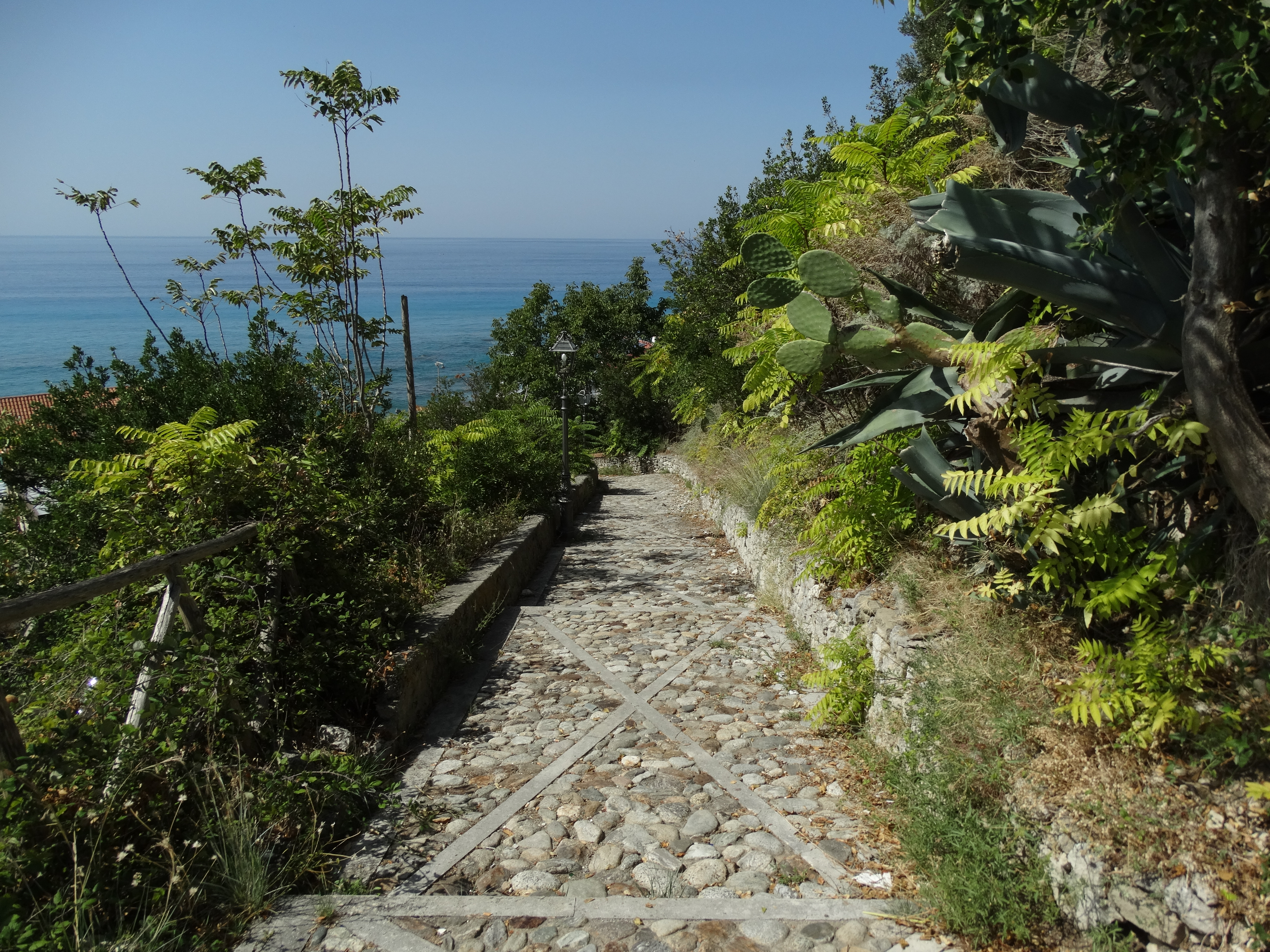
Centro storico
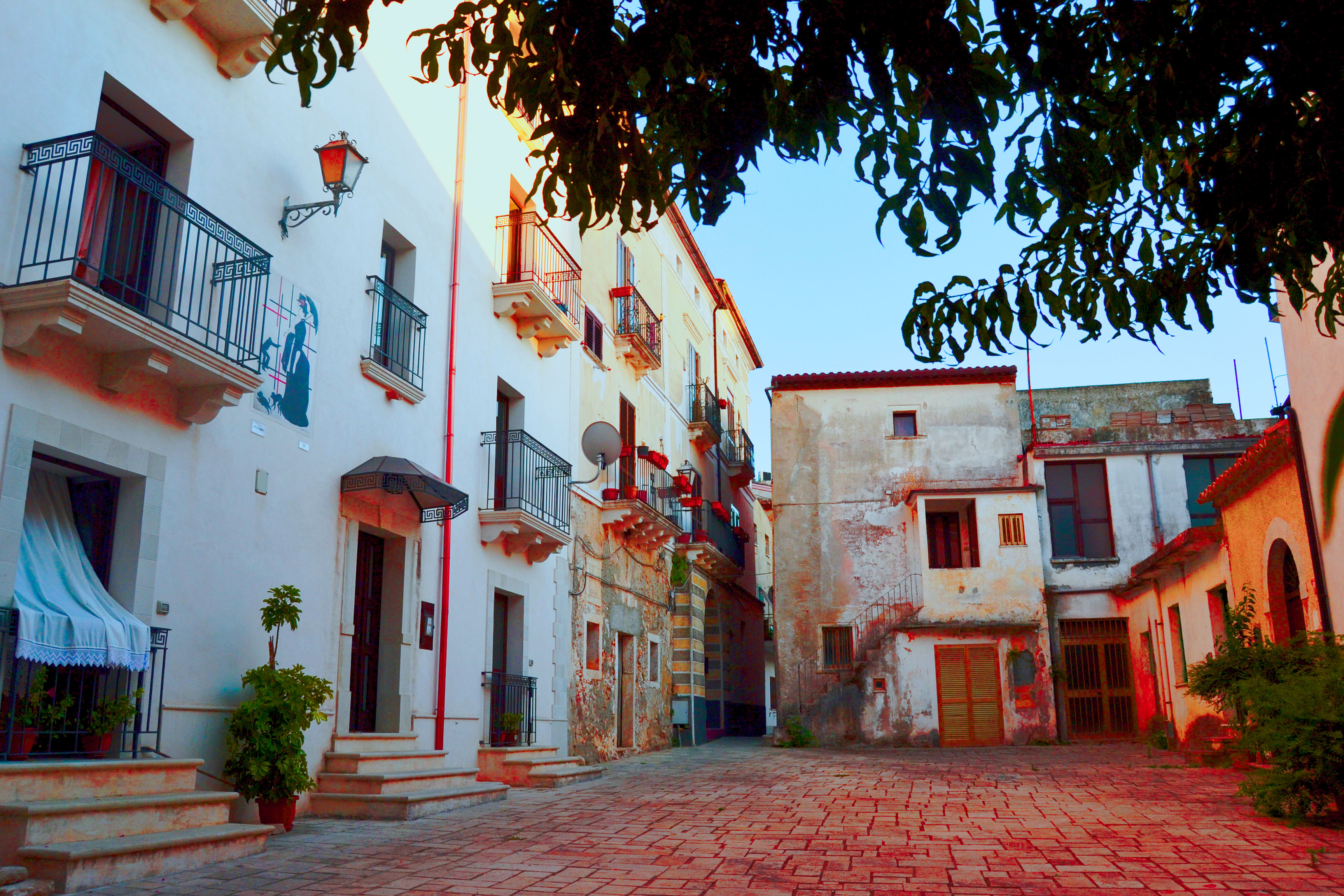
Piazza Giardinetti
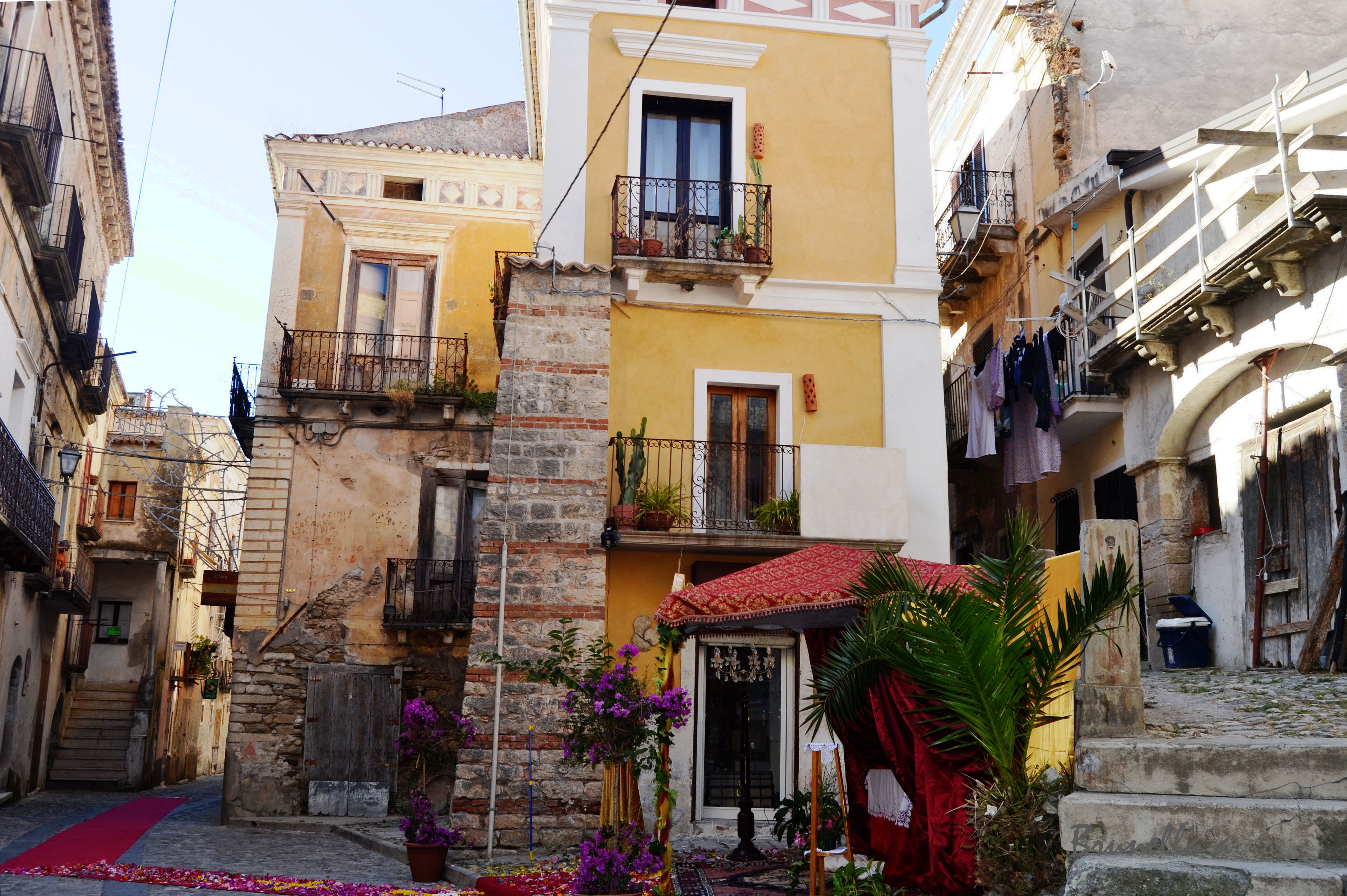
Corso Umberto I
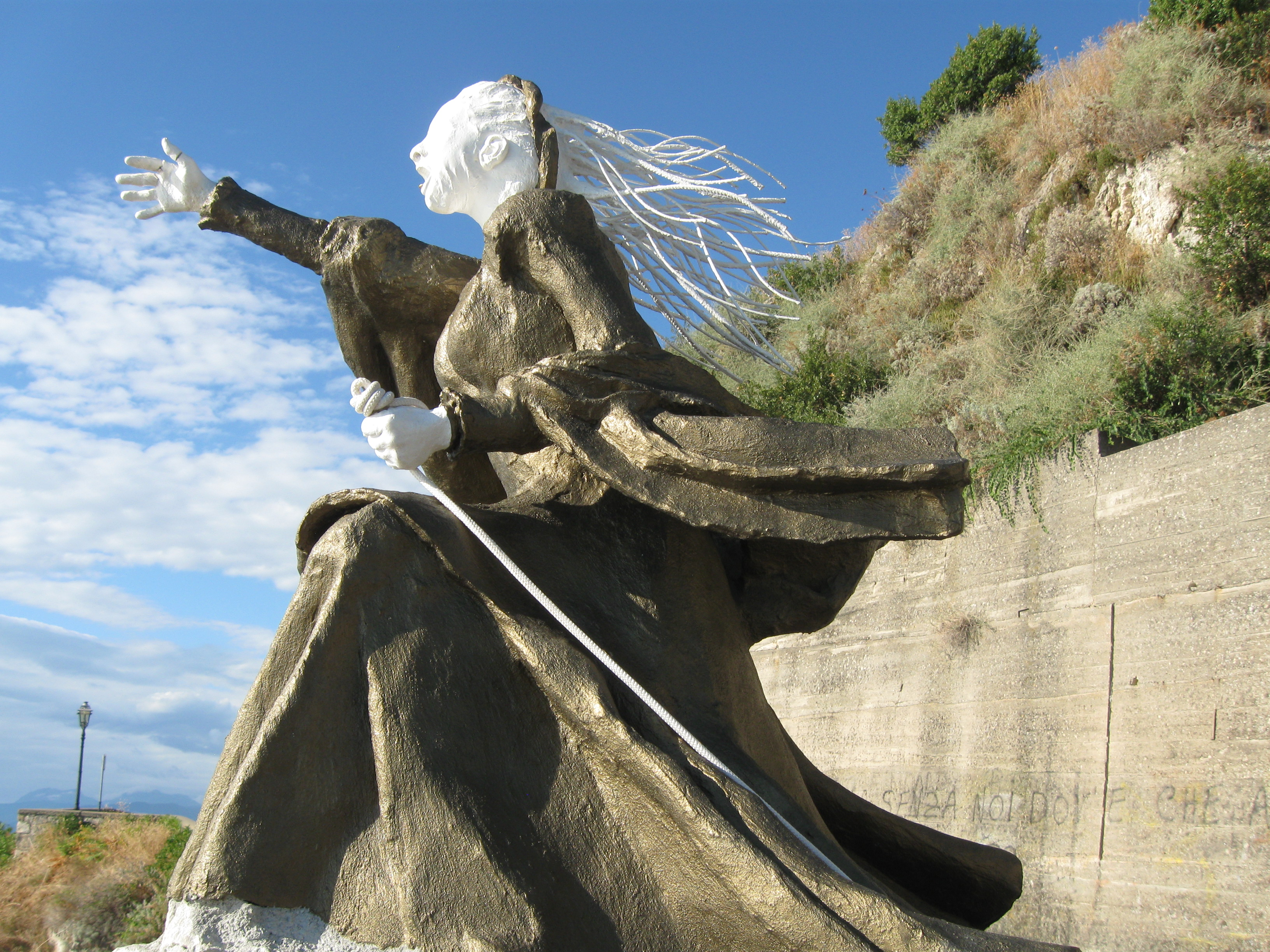
Monumento dedicato a Cilla

### Siti archeologici
Sono stati ritrovati resti di una villa romana in località San Cono/Cozzo Spartifoglio, vicino alla frazione Pollella.

## Società

### Tradizioni e folclore
Il 21 luglio si festeggia storicamente il giorno dei ciùati (matti); tale giorno è chiamato giorno della "vulàta". La tradizione non è altro che una rievocazione storica degli avvenimenti della fine del XVI secolo, quando ai tempi dell'incursione dei pirati arabi, i sanlucidani si precipitarono sulla costa per difendere il paese dal terribile Dragut. Combatterono in acqua e si tuffarono vestiti. Tempo addietro, ci si imbrattava anche di rosso, per rievocare il sangue versato per difendere il proprio paese.
Successivamente rimase solo la tradizione di bagnarsi vestiti e la cosa passò come stramberia, da qui la famigerata ciutia del 21 luglio. Dagli anni Novanta in poi a questo si associò anche il carnevale estivo, festa per antonomasia di pazzia. Negli ultimi anni alcuni comuni limitrofi stanno tentando di appropriarsi indebitamente delle origini di questa festa.

### Evoluzione demografica
Abitanti censiti

## Sport

### Calcio
La principale società di calcio è l'Atletico San Lucido che milita attualmente in Prima Categoria. La società ha squadre giovanili che vanno dai più piccoli a campionati U19. Lo stadio è il Pasquale Provenzano, i colori sociali sono il rosso e il blu e il simbolo della squadra è il lupo. Nel corso della sua storia il San Lucido ha raggiunto categorie importanti, partecipando anche alla Serie D.

### Pallavolo
La principale società di volley cittadina è la Volley San Lucido, che attualmente occupa un posto di rilievo nella pallavolo giovanile femminile della provincia di Cosenza, facendo parte del campionato di serie B2.

### Calcio a 5
La società che rappresenta la città in questa disciplina è il San Lucido calcio a 5, che svolge la propria attività presso il campo  Domenico Carbone   Attualmente disputa il campionato di serie C2.